# 까치복

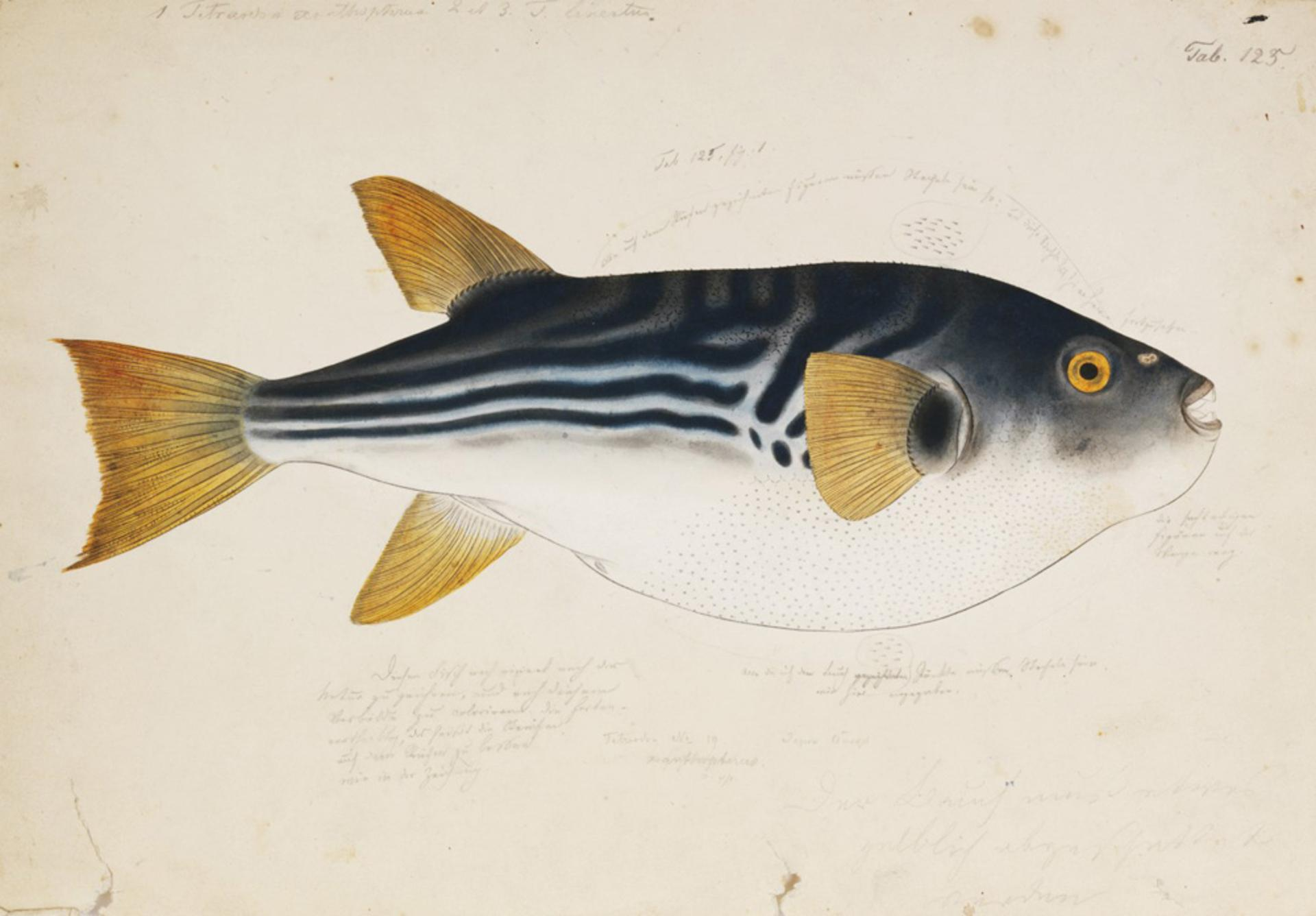

까치복은 복어목 참복과의 바닷물고기이다. 그것은 홍콩, 일본, 타이완에서 발견된다.

## 특징
몸의 길이는 60cm까지 자란다. 몸은 원통형에 가깝고, 앞부분은 두툼한 편이나 뒤로 갈수록 납작해진다. 눈은 작지만 2개의 눈 사이 간격은 매우 넓다.